# Reunion
Reunion (рус. Воссоединение) — концертный альбом британской рок-группы Black Sabbath, записанный в декабре 1997 года и выпущенный в октябре 1998 года Epic Records.
Двойной альбом Reunion составлен после двух концертов воссоединённого состава Black Sabbath в 1997 году, состоявшихся в бирмингемском Национальном выставочном центре (NEC). Помимо концертных записей, содержит два новых студийных трека: «Psycho Man» и «Selling My Soul».

## Список композиций

### Диск 1
- War Pigs
- Behind the Wall of Sleep
- N.I.B.
- Fairies Wear Boots
- Electric Funeral
- Sweet Leaf
- Spiral Architect
- Into the Void
- Snowblind

### Диск 2
- Sabbath Bloody Sabbath
- Orchid/Lord of This World
- Dirty Women
- Black Sabbath
- Iron Man
- Children of the Grave
- Paranoid
- Psycho Man новая студийная композиция
- Selling My Soul новая студийная композиция

## Участники записи
Black Sabbath
- Оззи Осборн — вокал
- Тони Айомми — гитара
- Гизер Батлер — бас-гитара
- Билл Уорд — ударные, драм-машина на «Selling My Soul»[2]

А также
- Джефф Николс — клавишные, гитара

## Места в чартах
| Год  | Чарты               | Наивысшее место |
| ---- | ------------------- | --------------- |
| 1998 | Billboard 200       | 11              |
| 1998 | Top Canadian Albums | 5               |